# Артемьево (Тверская область)
Артемьево — деревня в Удомельском городском округе Тверской области.

## География
Деревня находится в северной части Тверской области на расстоянии приблизительно 20 км на север-северо-запад по прямой от железнодорожного вокзала города Удомля.

## История
Деревня известна с 1478 года. В 1791 году Артемьево — усадьба надворного советника Петра Петровича Тормасова. В 1886 году здесь жила 1 крестьянская семья и 10 человек временно проживающих. В 1911 году уже было 7 крестьянских дворов с 47 жителями. В советский период истории здесь действовали колхозы «Обновлённый труд», им. Коминтерна и совхоз «Прогресс». Хозяйств было 33 (1958), 43 (1986), 41 (1999).
До 2015 года входила в состав Котлованского сельского поселения до упразднения последнего. С 2015 года в составе Удомельского городского округа.

## Население
Численность населения: 47 человек (1911 год), 89 (1958), 99 (1986), 93 (1999), 66 (русские 98 %) в 2002 году, 52 в 2010.